# Acropora millepora
Acropora millepora är en korallart som först beskrevs av Ehrenberg 1834.  Acropora millepora ingår i släktet Acropora och familjen Acroporidae. IUCN kategoriserar arten globalt som nära hotad. Inga underarter finns listade i Catalogue of Life.